# 沖洗
沖洗，又稱底片沖洗，是一種利用化學方法， 讓底片或相紙在曝光之後產生正像或負像的過程。 這個過程讓底片上的潛像（不可見且容易受可見光破壞）轉變為穩定可見的影像。
大多數基於明膠-銀的底片或像紙，雖然由不同的公司製造，其沖洗方式都很相似。較特別的例外如拍立得公司生產的即影即有底片；或是如 Kodachrome正片需要柯達公司特有的K-14沖洗方法（Kodachrome正片在2009停止生產，不久之後柯達公司便停止供應K-14沖洗方法所需之藥水）；Ilfochrome則是需要破壞染料的沖洗方法。

## 一般沖洗方法

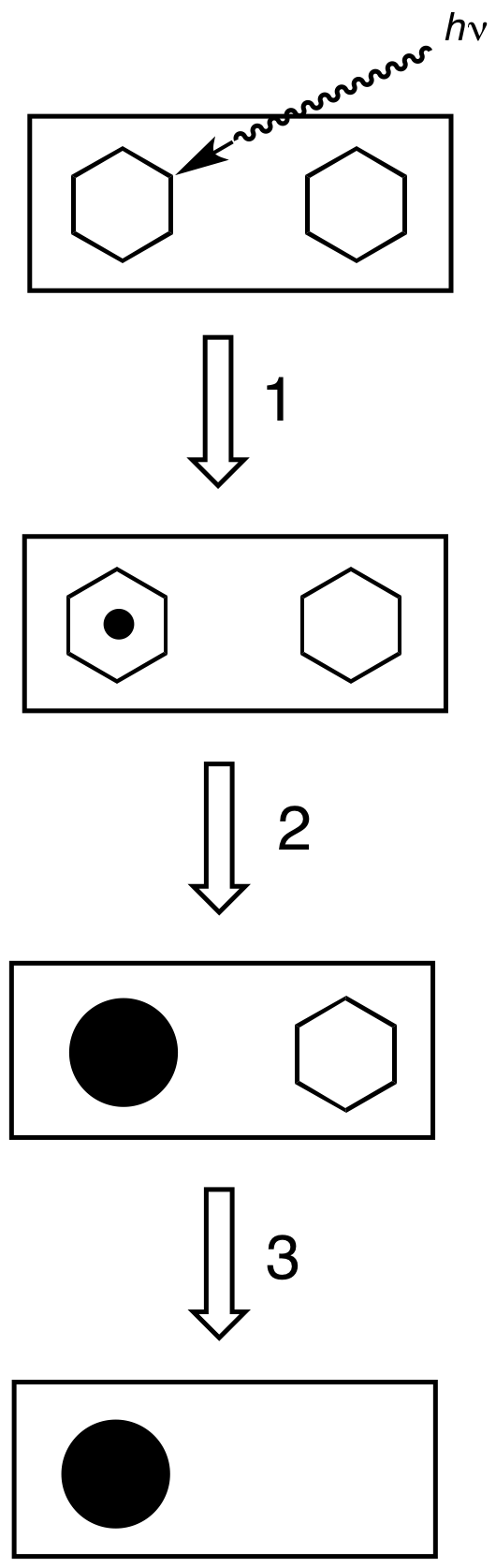
銀基底片（像紙）產生成像的主要步驟： 1.在底片上的鹵化銀粒子, 受到光線（hν）激發而產生潛像（銀原子）。 2.潛像再經由顯影步驟放大，將曝光的鹵化銀粒子轉變為不透光的金屬銀粒子。3.未曝光的鹵化銀由定影步驟移除

相紙和底片經過一連串的藥水處理，進行反應的時間和溫度需要謹慎控制。顯影是其中對於溫度和時間最敏感的步驟；其他的步驟則較不敏感。

### 黑白負片沖洗

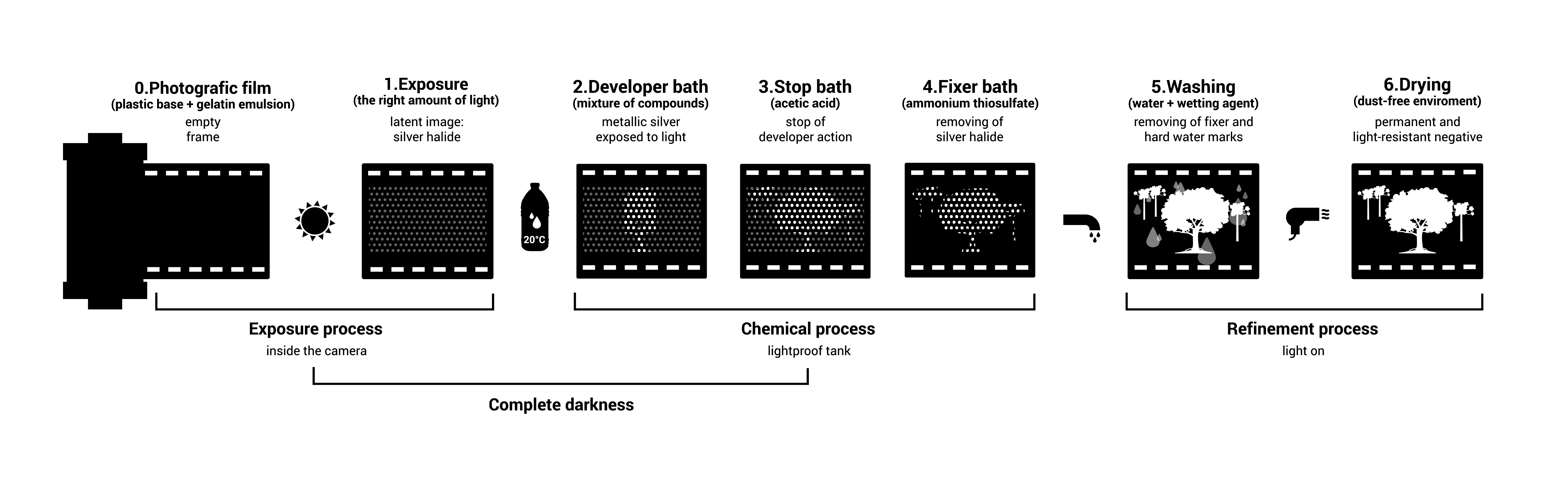
1.曝光在底片上產生潛像 2.顯影液使潛像轉變為可見金屬銀影像 3.急制(停止)液停下顯影過程 4.定影液讓影像穩定，不再受曝光影響 5.水洗洗去藥液 6.烘乾

1. 底片可以先預濕使明膠層軟化，讓接下來的藥水較容易處理。
2. 顯影液將潛像轉變為可見尺度的銀金屬。
3. 急制(停止)液通常是稀釋的醋酸或檸檬酸溶液，用來使顯影液停止作用。此步驟也可以用水洗代替。
4. 定影液將多餘的鹵化銀溶解，使得影像穩定且不受光影響。常見的定影液之一為硫代硫酸鈉（海波）水溶液。
5. 水洗去除殘餘的定影液。殘存的定影液可能會腐蝕已經成像的銀金屬，使影像模糊或出現斑點。
- 除海波液可以在定影後使用，縮短水洗時間並去除殘存海波。

6. 底片可以在用稀釋的介面活性劑沖洗，使得烘乾的過程不會因為硬水而產生水漬。（如果所在地區的水質非常硬，要用去離子水先處裡，不然最後沖洗步驟中的溶劑可能會讓鈣離子形成鹽類沉澱，在底片上產生斑點）
7. 底片最後在無塵環境中晾乾，切成小段放進無酸袋中。
經由這些步驟處理的底片為負像。
負像可以用來輸出，放置於放像機並且投影至像紙上曝光。很多的暗房技巧可以在放像的過程中使用。或是經由底片掃描產生檔案，進行數位輸出或後製等處理。
- 在現代的底片沖洗機器中，停止液的步驟由機械壓力去除顯影液取代。

### 黑白反轉沖洗
這個沖洗方法多出三個步驟：
1. 在停止液後，底片上的負像（金屬銀）由經由漂白去除。底片上殘留的鹵化銀為潛在正像。
2. 接下來經過霧化的過程在鹵化銀中產生銀原子，做為下一步驟的成像位置，可由照光或化學藥劑處裡。
3. 經由霧化處理過的鹵化銀再由第二道顯影液處理，將其轉變為可見正像。
4. 最後經過定影過程穩定影像[5]。

### 彩色沖洗
彩色底片運用染料形成彩色影像。近代的彩色負片多由C-41沖印處理；彩色相紙則由RA-4沖洗。這些沖洗方法非常相似，只有在第一道顯影劑有差異。
C-41和RA-4包含下列步驟：
1. 彩色顯影劑產生銀的黑色影像，副產物活化染料在不同膠層中產生不同的色彩。
2. 鹵素漂白劑氧化黑色金屬銀，轉化為鹵化銀。
3. 定影劑移除鹵化銀鹽類
4. 經過水洗等程序穩定影像[6]

在RA-4中，漂白和定影可以由一個步驟完成。這可以精簡處理步驟。
正片（幻燈片），除了Kodachrome以外，近代一般使用E-6步驟來沖洗：
1. 黑白顯影劑在膠層中產生金屬銀
2. 急制液停止顯影
3. 在反轉步驟中進行霧化處理
4. 霧化的鹵化銀給顯影劑還原成金屬銀，反應過後的顯影劑（顯影劑氧化後的產物）和染料結合。
5. 底片再經由漂白、定影等穩定程序[6]。

在一些較老式的沖洗步驟中，底片膠層常在漂白前硬化處理。這種硬化的步驟常使用醛類，如甲醛和戊二醛。而在近代的沖洗步驟中，因為底片的膠層本身就具有足夠強度、不會被藥水破壞，硬化的步驟常會省略。

## 底片後製
不論是黑白的正像或負像，都可以再進一步處理。成像中的金屬銀可以和硒或硫結合，產生不同於黑白的色調、且更穩定的影像。
在硒的色調處理中，金屬銀轉化為硒化銀；硫的處理中則為硫化銀。這些銀的化合物比起金屬銀較不會受空氣氧化變質。
如果彩色負片以傳統黑白顯影劑處理，並且用鹽酸和重鉻酸鉀的溶液定影漂白，產生的底片經過照光後，可以再次顯影產生奇特的彩色蠟筆效果。

## 沖洗設備
在沖洗前，底片需要從相機片倉中取出，存放於不透光的片殼中。過程必須小心不要讓底片受到多餘的光線照射。

### 少量沖洗

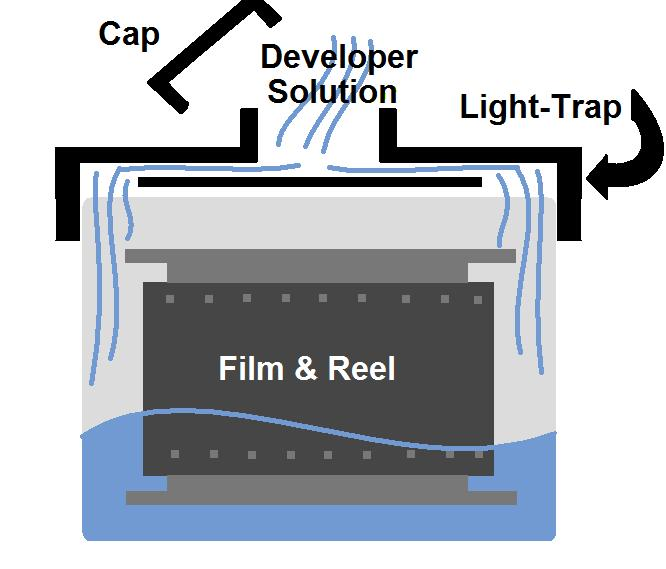
沖片罐剖面圖

在底片愛好者常用的沖洗方法中，膠捲從相機中取出後，在不影響底片的光源環境中重新展開（通常是在安全燈照明的暗房或是暗袋中）。通常將底片纏繞在螺旋型的片軸上面，並且在底片膠面間保留足夠的空間，使的藥水能夠在其間自由流動。片軸會放在特殊設計的不透光沖片罐中，直到最後的水洗程序完成後再將底片從片軸中取下。而相紙式的底片可以在塑膠盤，或是圓柱形的旋轉桶中處理。每張底片可以個別使用不同沖洗條件。有時候會使用不攪動的靜置方式，配合稀釋後的顯影液顯影。

### 大量沖洗
在商業性的大量沖洗中，底片直接由機器從片罐中捲出。這種沖洗機器通常是以連續、不間斷的方式(如生產線般)處理底片。所有的沖洗步驟由一台沖洗機器，在控制的溫度、時間、溶液濃度下進行。有些機器有自動裁切底片的功能，但可能會在底片曝光不足時判斷錯誤，而將影像一分為二。